# Festuca mazzettiana
Festuca mazzettiana är en gräsart som beskrevs av Evgenii Borisovich Alexeev. Festuca mazzettiana ingår i släktet svinglar, och familjen gräs. Inga underarter finns listade i Catalogue of Life.